# Булатович, Анджела
Анджела Булатович (Драгутинович) (черног. Anđela Bulatović / Анђела Булатовић; род. 15 января 1987, Титоград) — черногорская гандболистка, центральный защитник. Серебряный призёр летних Олимпийских игр 2012 года, чемпионка Европы 2012 года в составе сборной Черногории. Младшая сестра гандболистки Катарины Булатович.

## Карьера

### Клубная
Воспитанница школы клуба «Будучност», в основном составе с 2006 года. Обладательница Кубков ЕГФ 2006 и 2010 годов, победительница Лиги чемпионов ЕГФ 2011/2012. Неоднократная чемпионка и обладательница кубка Черногории. Сезон 2014/15 провела в российском клубе «Ростов-Дон». Чемпионка России, обладательница Кубка России, финалист Кубка ЕГФ.

### В сборной
Провела 95 игр за сборную, забила 151 гол. Участница чемпионата мира 2011 года. Серебряный призёр Олимпиады в Лондоне, победительница первенства Европы в Сербии.